# Formaggio a pasta fusa

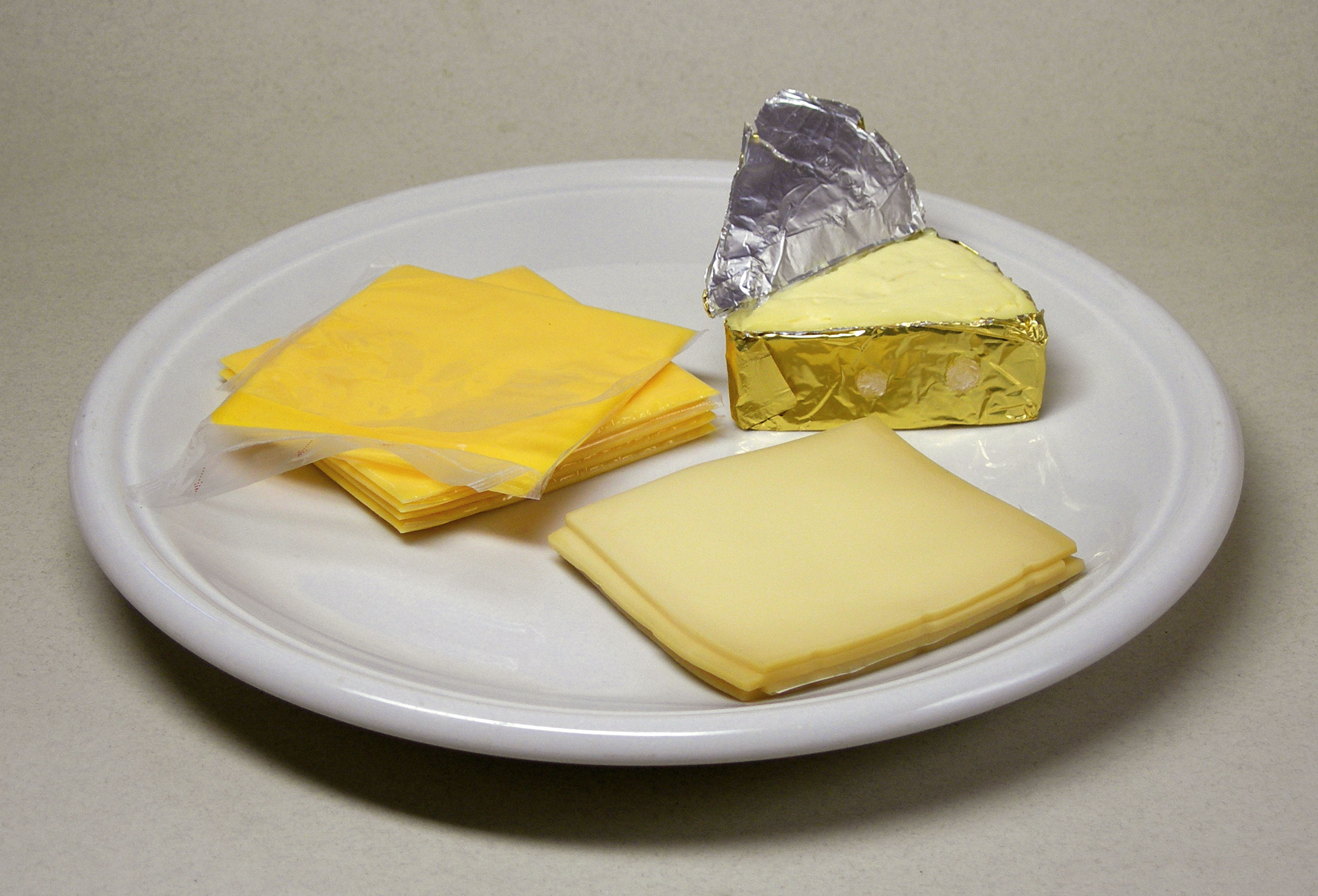
Formaggi a pasta fusa

Il formaggio a pasta fusa, a volte abbreviato formaggio fuso, è un prodotto alimentare a base di formaggio e altri ingredienti caseari non fermentati mescolati con emulsionanti. Questo tipo di alimento può contenere altri ingredienti fra cui oli vegetali, sale, coloranti alimentari o zucchero. Di conseguenza, esistono molte varianti di formaggi a pasta fusa che differiscono fra loro per forma, sapore e colore. Essi furono inventati nel 1911 da Walter Gerber di Thun, Svizzera.
I formaggi fusi più diffusi in commercio sono in genere venduti in fette monoporzione (formaggio fuso a fette o "sottilette"), a forma di spicchio triangolare o cilindro schiacciato (formaggini), oppure in vasetto di vetro sottovuoto (alimenti per l'infanzia). Altresì diffuso è il cosiddetto "formaggio a pasta fusa per pizza" e il formaggio fuso spalmabile.

## Storia

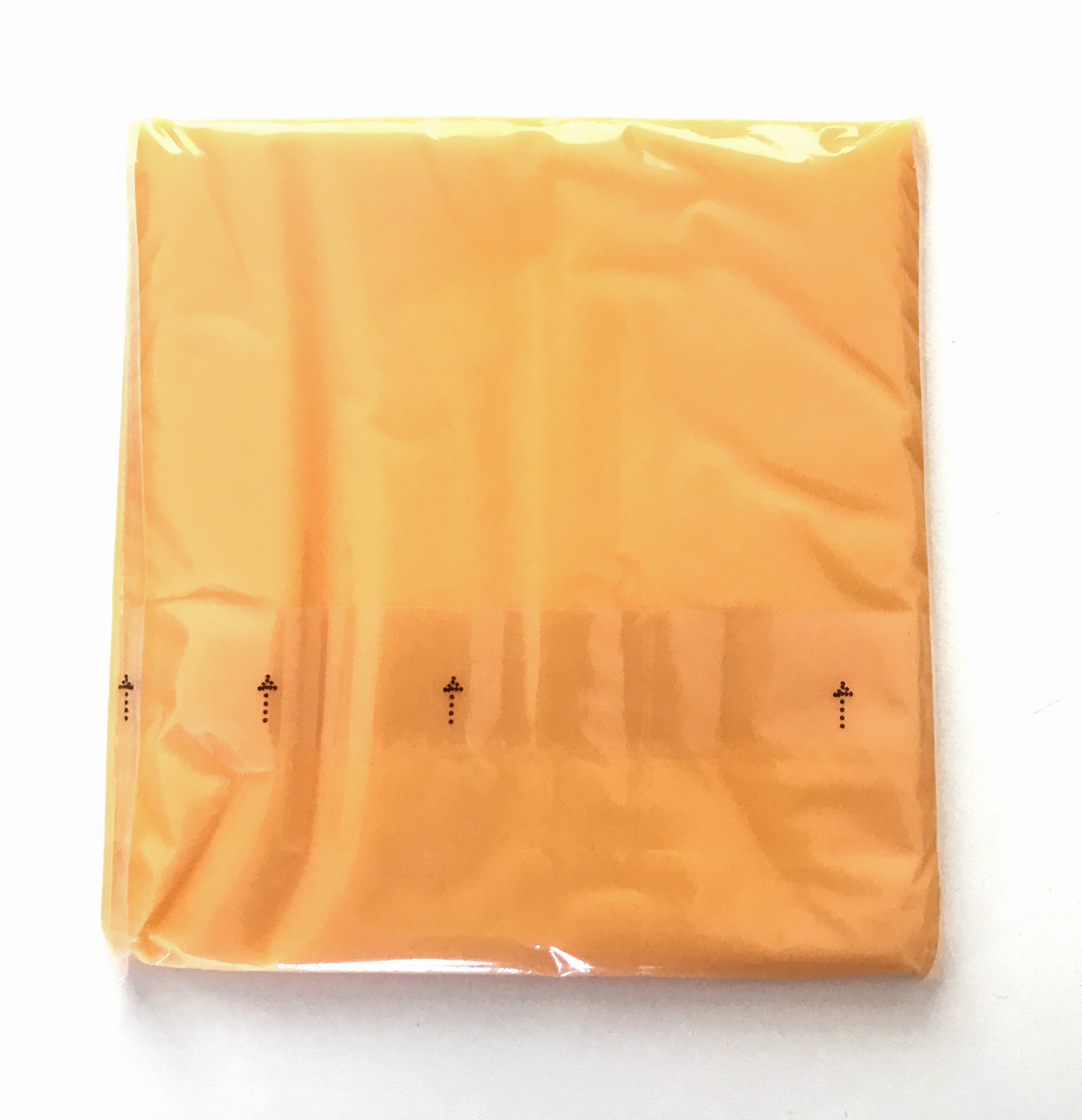
Una sottiletta

Il formaggio fuso venne prodotto per la prima volta nel 1911 dall'industriale svizzero Walter Gerber, fondatore dell'azienda Gerber & Co. AG (in seguito denominata Gerberkäse AG) a Thun. Il marchio "Gerber" fa ora parte del Gruppo Emmi ed è utilizzato in tutto il mondo. Il grossista di formaggio e burro "Gebrüder Wiedemann", fondato nel 1892 a Wangen nella regione tedesca dell'Allgäu, lanciò sul mercato tedesco il primo formaggio fuso con il marchio "Adler" nel 1922. Nello stesso periodo, il francese Léon Bel (Fromageries Bel) aprì a Lons-le-Saunier il primo stabilimento francese per la produzione di formaggio fuso a marchio "La vache qui rit, Kiri". La produzione di formaggio fuso iniziò in Austria nel 1925 con il marchio "Alma", il più antico marchio di formaggio fuso austriaco.
Nel 1916 James Lewis Kraft depositò il primo brevetto statunitense per un metodo di produzione del formaggio fuso: l'azienda Kraft Foods sviluppò così il primo formaggio fuso venduto già a fette (Kraft Singles, in Italia chiamate con il marchio Sottilette) disponibile in commercio, che fu introdotto nel 1950. Da allora questa tipologia di formaggio a fette, noto come American cheese, e dei suoi derivati è diventata onnipresente nelle famiglie statunitensi, utilizzata soprattutto per la preparazione degli hamburger al formaggio (cheeseburger) e i toast al formaggio, grazie alla capacità della sottiletta di cuocersi in modo uniforme, distribuirsi e stendersi in maniera liscia e di resistere al congelamento, a differenza dei tradizionali formaggi cheddar. I produttori di formaggio tradizionale esercitarono pressioni senza successo per richiedere che il formaggio fuso fosse etichettato come "formaggio imbalsamato". Le prime fette di formaggio confezionate individualmente disponibili in commercio furono introdotte negli Stati Uniti dalla Clearfield Cheese Co. nel 1956. Il brevetto statunitense 2759308 di Arnold Nawrocki fu assegnato alla Clearfield Cheese Co. nel 1956.
In Unione Sovietica la produzione di formaggi fusi è stata avviata nel 1934 nella Fabbrica di formaggi trasformati di Mosca (Московском заводе плавленых сыров); negli anni 1940 fu introdotta la produzione di formaggi lavorati da materie prime non grasse (formaggio Novʹj) e negli anni 1960 furono create le ricette per i formaggini fusi Družba e Volna.

## Produzione

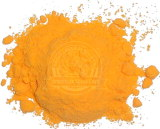
Formaggio polverizzato

Il formaggio fuso viene prodotto utilizzando una percentuale di materia secca derivante da una o più varietà di formaggio grattugiato o polverizzato, a cui vengono mescolati con acqua e altri prodotti lattiero-caseari e, mediante fusione a caldo, anche sali fondenti ed emulsionanti (generalmente fosfato di sodio, fosfato di potassio, tartrato o citrato); eventualmente possono essere aggiunti coloranti, aromi e altri ingredienti (spezie, erbe, funghi o prosciutto). L'impasto viene riscaldato fino alla sua liquefazione e pastorizzato, dopodiché viene versato in stampi e raffreddato fino a quando non si solidifica nuovamente nella forma desiderata, che viene infine impacchettata.
A causa dei metodi di produzione altamente meccanizzati (catene di montaggio) e degli ingredienti additivi utilizzati, alcune varietà più morbide di formaggio fuso non possono essere legalmente etichettate come veri e propri "formaggi" in molti paesi, anche in quelli in cui possono esserci varietà leggermente più dure. Tali prodotti tendono ad essere così classificati come "cibo/prodotto a base di formaggio", "formaggio spalmabile" o in altra maniera e a seconda della quantità di formaggio, umidità e materie grasse del latte presenti nel prodotto finale.

## Caratteristiche

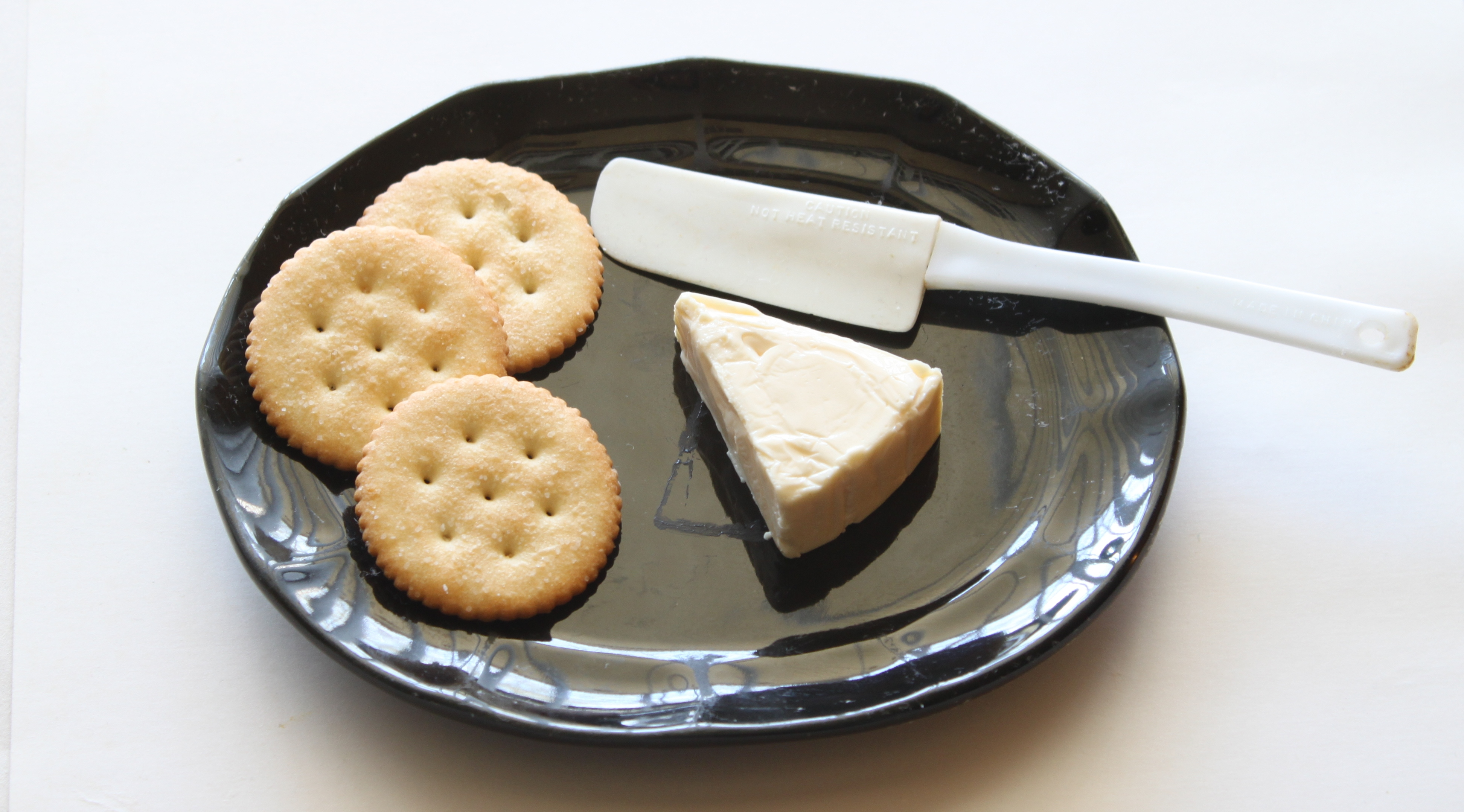
Formaggino

Il formaggio fuso presenta diversi vantaggi tecnici rispetto al formaggio tradizionale, tra cui una durata di conservazione molto più lunga, la resistenza alla separazione in cottura (scioglimento) e un aspetto e un comportamento fisico uniforme. La produzione di massa fornisce probabilmente il suo più grande vantaggio rispetto al formaggio naturale: un costo notevolmente inferiore - sia per i produttori che per i consumatori - rispetto alla caseificazione convenzionale. Questo, a sua volta, consente maggiori volumi di produzione su scala industriale, costi di distribuzione più bassi, una fornitura più costante e tempi di produzione molto più rapidi rispetto ai formaggi tradizionali.

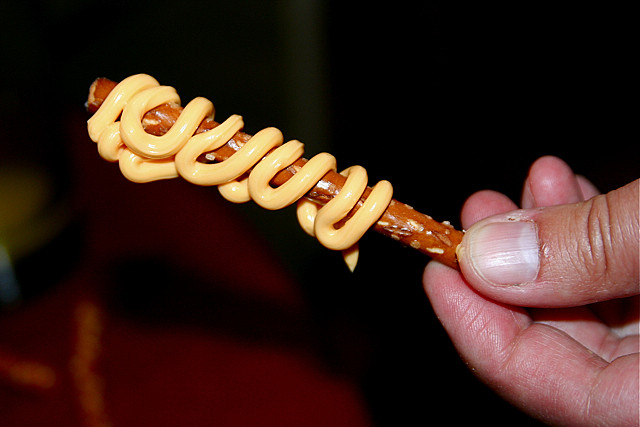
Formaggino spray spruzzato su un bastoncino di bretzel

L'uso di emulsionanti nel formaggio fuso si traduce in un prodotto che si scioglie senza separarsi quando viene cotto, al contrario dei formaggi tradizionali (in particolare cheddar e mozzarella) che, con un riscaldamento prolungato, si separano in una combinazione grumosa di gel proteico fuso e grasso liquido. Gli emulsionanti contenuti nel formaggio fuso riducono la tendenza dei piccoli globuli di grasso nel formaggio a fondersi e a formare una massa grassa in superficie.
Poiché il formaggio fuso non si separa quando viene cotto, viene utilizzato come ingrediente in diverse ricette.
A differenza di alcuni formaggi non trasformati, il riscaldamento non altera il sapore o la consistenza del formaggio fuso; per tale motivo il formaggio fuso può essere criticato per la sua piccola scala di sapori, lontana dai formaggi naturali. Le consistenze disponibili sul mercato per questo tipo di formaggio fuso sono molto limitate; di norma i formaggi fusi hanno un sapore medio, la struttura è morbida e cremosa, la pasta non è molto soda. L'inserimento di elementi artificiali nei formaggi fusi comporta altresì critiche da parte di alcuni dietologi per il loro elevato contenuto di sale e per le caratteristiche nutrizionali intrinseche di un prodotto industriale.